# أحمدو كمارا
أحمدو كمارا (مواليد 1 أغسطس 2003)، هو لاعب كرة قدم غيني يلعب كلاعب وسط يلعب حالياً في نادي خورفكان الإماراتي.

## روابط خارجية
أحمدو كمارا على موقع قاعدة بيانات كرة القدم.إي يو (الإنجليزية)

لم يتم العثور على روابط لمواقع التواصل الاجتماعي.